# Dreamcast (湯川専務の曲)
「Dreamcast」（ドリームキャスト）は、セガ・エンタープライゼスの専務取締役を務めていた湯川英一が「湯川専務」名義でリリースしたシングル。1998年（平成10年）11月25日に日本コロムビアより発売された。

## 概要
- セガが発売したゲーム機『ドリームキャスト』への思いを歌った楽曲。
- コマーシャルと同じく、秋元康のプロデュース作品であり、表題曲とカップリング曲の作詞も担当した。
- レコーディングは10月中旬に1週間かけて行われた。曲を渡された湯川は、テンポの速さに苦労したという[2]。
- オリコンでは週間最高50位、CDTVでは週間最高29位を記録した[3]。
- カップリング曲「噂のドリームキャスト」には普及を願う、湯川の熱意が込められたセリフが入っている。

## 収録曲
1. Dreamcast
作詞：秋元康／作曲：後藤次利
編曲：PRIVATEER
  - セガ・ドリームキャストTV−CF予約キャンペーンソング。
2. 噂のドリームキャスト
作詞：秋元康／作曲：後藤次利
編曲：PRIVATEER
3. Dreamcast（オリジナル・カラオケ）